# Ingrid Marie Rivera Santos
Ingrid Marie Rivera Santos (sinh ngày 8 tháng 10 năm 1983 tại Luquillo, Puerto Rico) là một hoa hậu của Puerto Rico. Năm 2005, cô đoạt danh hiệu Hoa hậu Thế giới Puerto Rico và đại diện cho quốc đảo này tham dự cuộc thi Hoa hậu Thế giới 2005 tại Tam Á, Trung Quốc. Kết quả cô đã đoạt danh hiệu Hoa hậu Thế giới Caribbean 2005 và giành ngôi Á hậu 2. Không dừng lại ở đó, Ingrid Marie Rivera Santos tiếp tục đoạt danh hiệu Hoa hậu Hoàn vũ Puerto Rico 2008. Với danh hiệu này, cô đại diện cho đất nước Puerto Rico tham dự cuộc thi Hoa hậu Hoàn vũ 2008 tổ chức tại Nha Trang, Việt Nam.
Tại cuộc thi Hoa hậu Hoàn vũ Puerto Rico 2008, cô đã bị hãm hại khi có kẻ phun bột ớt vào trang phục và đồ trang điểm của cô .
Tại cuộc thi Hoa hậu Hoàn vũ 2008, mặc dù được kỳ vọng đoạt giải cao nhưng cuối cùng cô đã không lọt vào top 15 người đẹp nhất đêm chung kết.